# Влада Јосипа Броза Тита од 30. јануара 1954.
Савезно извршно веће изабрано је на 1. заједничкој седници Савезног већа и Већа произвођача
Савезне народне скупштине од 29 и 30. I. 1954 а проширено са два члана 23. IV. 1955 год.

## Чланови Савезног извршног већа
САВЕЗНО ИЗВРШНО ВЕЋЕ (од 30-1-1954)
Претсеђник Републике
Претсеђник Савезног извршног већа
Јосип Броз Тито
Потпретседници
Едвард Кардељ, Александар Ранковић, Светозар Вукмановић, Родољуб Чолаковић
Секретар
Вељко Зековић
Чланови:
Изборни чланови:
Анка Берус (до 10. V. 1956), др Марјан Брецељ (од 10. V. 1956), Крсте Црвенковски, инг. Угљеша Даниловић, Пеко Дапчевић (од 23. IV. 1955), Страхил Гигов, Иван Гошњак, Авдо Хумо (од 10. V. 1956), Осман Карабеговић (до 10. V. 1956), Славко Комар, Сава Косановић (до 13. XI. 1956), Иван Крајачић, Франц Лескошек, Иван Мачек, Мома Марковић, Никола Минчев, Слободан Пенезић, Крсто Попивода, Коча Поповић, Милентије Поповић (од 23. IV. 1955), Добривоје Радосављевић, Светислав Стефановић (од 17. X. 1957), Велимир Стојнић (од 23. IV. 1955), инг. Мијалко Тодоровић
На основу чл. 82 став 5 Уставног закона:
Јован Веселинов (до 6. IV. 1957), Милош Минић (од 6. IV. 1957), Јаков Блажевић, Борис Крајгер, Осман Карабеговић (од 15. V. 1956), Љубчо Арсов, Филип Бајковић.